# زاوية سيدي الحاري
زاوية سيدي الحاري هي زاوية من زوايا مدينة تونس تقع شمال المدينة. كانت الزّاوية مخصّصة لإقامة طقوس الطريقة العيساوية.

## الموقع
تقع الزّاوية بنهج سيدي الحاري، بباب قرطاجنة.

## التّسمية
استمدّت الزّاوية تسميتها من اسم الولي الصّالح سيدي الحاري.

## التاريخ
أصبحت الزّأوية معلم مصنّف منذ سنة 1922